# Travaux du Laboratoire Forestier de Toulouse
Travaux du Laboratoire Forestier de Toulouse (abreviado Trav. Lab. Forest. Toulouse) fue una revista ilustrada con descripciones botánicas que fue editada en Toulouse en 8 números en los años 1928-1970.